# Rhynchothorax arenicolus
Rhynchothorax arenicolus är en havsspindelart som beskrevs av Stock, J.H. 1989. Rhynchothorax arenicolus ingår i släktet Rhynchothorax och familjen Rhynchothoracidae. Inga underarter finns listade i Catalogue of Life.